# Klawdija Alexandrowna Barchatowa
Klawdija Alexandrowna Barchatowa (russisch Клавдия Александровна Бархатова; * 25. Oktoberjul. / 7. November 1917greg. in Nischni Tagil; † 19. Januar 1990 in Swerdlowsk) war eine sowjetische Astronomin und Hochschullehrerin.

## Leben
Barchatowa, Tochter des Revolutionärs und KPdSU-Parteifunktionärs Alexander Wassiljewitsch Barchatow (1890–1966), studierte in Swerdlowsk an der Ural-Universität (UrGU) in der Physikalisch-Mathematischen Fakultät mit Abschluss 1941.
Nach der anschließenden dreijährigen Aspirantur blieb Barchatowa an der UrGU als Assistentin und wurde 1948 Dozentin. Ihre Dissertation verteidigte sie im April 1949 mit Erfolg für die Promotion zur Kandidatin der physikalisch-mathematischen Wissenschaften.  Sie erstellte ein Hertzsprung-Russell-Diagramm der Offenen Sternhaufen und einen Atlas mit Farbhelligkeitsdiagrammen von Offenen Sternhaufen.
Von 1960 bis 1986 leitete Barchatowa den auf ihre Initiative eingerichteten Lehrstuhl für Astronomie und Geodäsie. Die Doktor-Aspirantur absolvierte sie an der Lomonossow-Universität Moskau (MGU). Für die UrGU organisierte sie den Bau des Astronomischen Observatoriums Kourowka, nach dessen Eröffnung 1965 sie die wissenschaftliche Leiterin war. Sie wurde 1968 zur Professorin ernannt.
Barchatowa war Mitglied der Internationalen Astronomischen Union seit 1951, des Organisationskomitees der Kommission Nr. 37 für Sternhaufen und Sternassoziationen der Internationalen Astronomischen Union von 1967 bis 1976, des Astronomischen Rats der Akademie der Wissenschaften der UdSSR (AN-SSSR) und des Rats für Astronomische Kader der AN-SSSR sowie Mitglied des  Rats für Wissenschaft und Technik und des Rats für Wissenschaft und Methodik des Ministeriums für Höhere Bildung der UdSSR. Von 1969 bis 1986 war sie Vorsitzende des Hauptrats für Astronomie des Ministeriums für Höhere und Mittlere Ausbildung der RSFSR.
Ein Offener Sternhaufen trägt Barchatowas Namen. Nach ihr wurde 1995 der von Galina Kastel und Ljudmyla Schurawlowa 1990 entdeckte Asteroid (5781) Barkhatova benannt.

## Ehrungen, Preise
- Ehrenzeichen der Sowjetunion (1961)[1]
- Medaille „Veteran der Arbeit“ (1984)